# Cédric Carrasso
Cédric Carrasso (Avignone, 30 dicembre 1981) è un ex calciatore francese, di ruolo portiere.

## Biografia
Anche suo fratello minore Johann Carrasso è un portiere. Ha origini italiane.

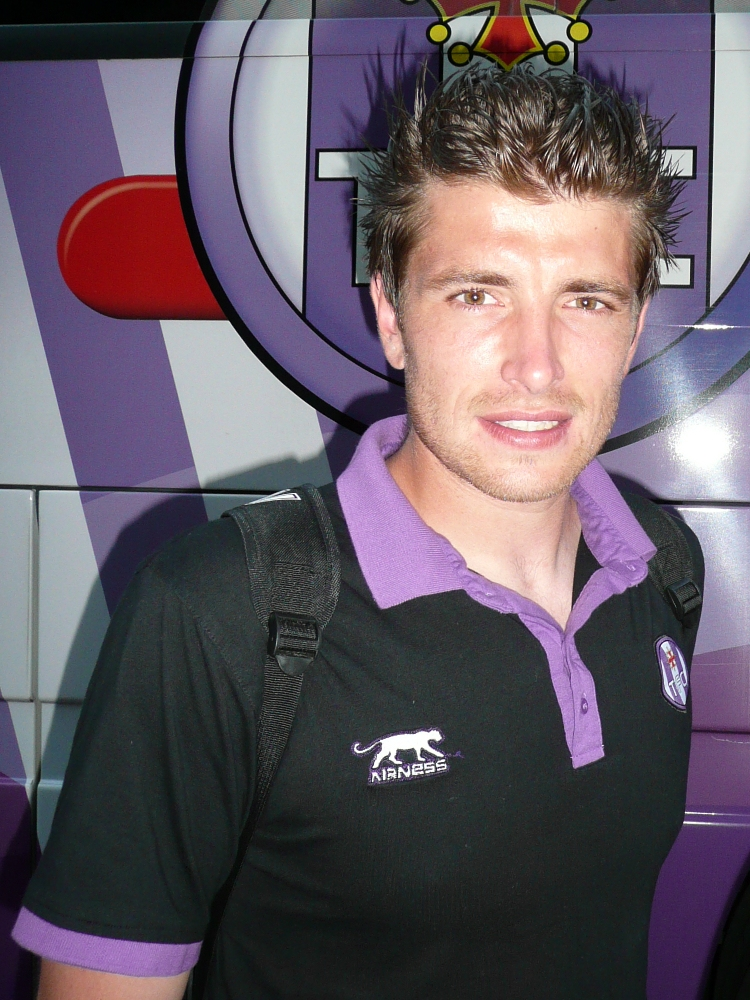

## Statistiche

### Presenze e reti nei club
Statistiche aggiornate al 23 gennaio 2017.
| Stagione            | Squadra             | Campionato          | Campionato | Campionato | Coppe nazionali | Coppe nazionali | Coppe nazionali | Coppe continentali | Coppe continentali | Coppe continentali | Altre coppe | Altre coppe | Altre coppe | Totale | Totale |
| Stagione            | Squadra             | Comp                | Pres       | Reti       | Comp            | Pres            | Reti            | Comp               | Pres               | Reti               | Comp        | Pres        | Reti        | Pres   | Reti   |
| ------------------- | ------------------- | ------------------- | ---------- | ---------- | --------------- | --------------- | --------------- | ------------------ | ------------------ | ------------------ | ----------- | ----------- | ----------- | ------ | ------ |
| 2005-2006           | O. Marsiglia        | L1                  | 15         | -20        | CF+CdL          | 1+2             | -?              | UCL                | 3                  | -?                 | -           | -           | -           | 21     | -20+   |
| 2006-2007           | O. Marsiglia        | L1                  | 20         | -19        | CF+CdL          | 4+4             | -?              | UCL                | 4                  | -?                 | -           | -           | -           | 32     | -19+   |
| 2007-2008           | O. Marsiglia        | L1                  | 4          | -1         | CF+CdL          | 1+0             | -?              | -                  | -                  | -                  | -           | -           | -           | 5      | -1+    |
| Totale O. Marsiglia | Totale O. Marsiglia | Totale O. Marsiglia | 39         | -30        |                 | 12              | -?              |                    | 7                  | -?                 |             | -           | -           | 58     | -30+   |
| 2008-2009           | Tolosa              | L1                  | 37         | -26        | CF+CdL          | 0+0             | 0               | -                  | -                  | -                  | -           | -           | -           | 37     | -26    |
| 2009-2010           | Bordeaux            | L1                  | 29         | -29        | CF+CdL          | 0+1             | 0               | UCL                | 9                  | -5                 | SF          | 1           | 0           | 40     | -34    |
| 2010-2011           | Bordeaux            | L1                  | 35         | -39        | CF+CdL          | 2+2             | -2 + -2         | -                  | -                  | -                  | -           | -           | -           | 39     | -43    |
| 2011-2012           | Bordeaux            | L1                  | 37         | -39        | CF+CdL          | 3+0             | -6              | -                  | -                  | -                  | -           | -           | -           | 40     | -45    |
| 2012-2013           | Bordeaux            | L1                  | 38         | -34        | CF+CdL          | 5+1             | -9 + -1         | UEL                | 10                 | -11                | -           | -           | -           | 54     | -55    |
| 2013-2014           | Bordeaux            | L1                  | 36         | -40        | CF+CdL          | 2+2             | -1 + -4         | UEL                | 4                  | -7                 | SF          | 1           | -2          | 45     | -54    |
| 2014-2015           | Bordeaux            | L1                  | 37         | -40        | CF+CdL          | 2+1             | -3 + -1         | -                  | -                  | -                  | -           | -           | -           | 40     | -44    |
| 2015-2016           | Bordeaux            | L1                  | 20         | -29        | CF+CdL          | 0+2             | 0               | UEL                | 7                  | -5                 | -           | -           | -           | 29     | -34    |
| 2016-2017           | Bordeaux            | L1                  | 24         | -22        | CF+CdL          | 3+0             | -3              | -                  | -                  | -                  | -           | -           | -           | 27     | -25    |
| Totale Bordeaux     | Totale Bordeaux     | Totale Bordeaux     | 256        | -272       |                 | 26              | -32             |                    | 30                 | -28                |             | 2           | -2          | 314    | -334   |
| 2017-2018           | Galatasaray         | SL                  | 1          | 0          | CT              | 1               | 0               | -                  | -                  | -                  | -           | -           | -           | 2      | 0      |
| Totale carriera     | Totale carriera     | Totale carriera     | 333        | -318       |                 | 39              | -32+            |                    | 37                 | -28+               |             | 2           | -2          | 411    | -390+  |

### Cronologia presenze e reti in nazionale
| Cronologia completa delle presenze e delle reti in nazionale ― Francia | Cronologia completa delle presenze e delle reti in nazionale ― Francia | Cronologia completa delle presenze e delle reti in nazionale ― Francia | Cronologia completa delle presenze e delle reti in nazionale ― Francia | Cronologia completa delle presenze e delle reti in nazionale ― Francia | Cronologia completa delle presenze e delle reti in nazionale ― Francia | Cronologia completa delle presenze e delle reti in nazionale ― Francia | Cronologia completa delle presenze e delle reti in nazionale ― Francia |
| Data                                                                   | Città                                                                  | In casa                                                                | Risultato                                                              | Ospiti                                                                 | Competizione                                                           | Reti                                                                   | Note                                                                   |
| ---------------------------------------------------------------------- | ---------------------------------------------------------------------- | ---------------------------------------------------------------------- | ---------------------------------------------------------------------- | ---------------------------------------------------------------------- | ---------------------------------------------------------------------- | ---------------------------------------------------------------------- | ---------------------------------------------------------------------- |
| 9-6-2011                                                               | Varsavia                                                               | Polonia                                                                | 0 – 1                                                                  | Francia                                                                | Amichevole                                                             | -                                                                      |                                                                        |
| Totale                                                                 |                                                                        | Presenze                                                               | 1                                                                      |                                                                        | Reti                                                                   | -0                                                                     |                                                                        |

## Palmarès

### Club

#### Competizioni nazionali
- Supercoppa francese: 1

Bordeaux: 2009
- Coppa di Francia: 1

Bordeaux: 2012-2013
- Campionato turco: 1

Galatasaray: 2017-2018